# Ala I Claudia Gallorum Capitoniana
Die Ala I Claudia Gallorum Capitoniana (deutsch 1. claudische Ala der Gallier des Capito) war eine römische Auxiliareinheit. Sie ist durch Militärdiplome und Inschriften belegt. In den Diplomen von 97 bis 111 wird sie als Ala I Claudia Gallorum bezeichnet.

## Namensbestandteile
- Claudia: die Claudische. Die Ehrenbezeichnung bezieht sich auf Claudius (41–54).

- Gallorum: der Gallier. Die Soldaten der Ala wurden bei Aufstellung der Einheit aus den verschiedenen Stämmen der Gallier rekrutiert.

- Capitoniana: des Capito. Die Reitereinheiten der Gallier wurden oft nach einem ihrer ersten Kommandeure benannt. Als Namensgeber wird hier Caius Herennius Capito genannt.

Da es keine Hinweise auf den Namenszusatz milliaria (1000 Mann) gibt, war die Einheit eine Ala quingenaria. Die Sollstärke der Ala lag bei 480 Mann, bestehend aus 16 Turmae mit jeweils 30 Reitern.

## Geschichte
Die Ala war in den Provinzen Moesia inferior und Dacia inferior (in dieser Reihenfolge) stationiert. Sie ist auf Militärdiplomen für die Jahre 97 bis 146 n. Chr. aufgeführt.
Die Einheit wurde vermutlich unter Augustus aufgestellt, wahrscheinlich nach der Niederlage des Varus. Die Ehrenbezeichnung Claudia erhielt die Ala möglicherweise während der Eroberung Thrakiens unter Claudius.
Der erste Nachweis in der Provinz Moesia inferior beruht auf einem Diplom, das auf 97 datiert ist. In dem Diplom wird die Ala als Teil der Truppen (siehe Römische Streitkräfte in Moesia) aufgeführt, die in der Provinz stationiert waren. Weitere Diplome, die auf 99 bis 111 datiert sind, belegen die Einheit in derselben Provinz.
Zu einem unbestimmten Zeitpunkt wurde die Einheit in die Provinz Dacia inferior verlegt, wo sie erstmals durch ein Diplom nachgewiesen ist, das auf 122 datiert ist. In dem Diplom wird die Ala als Teil der Truppen (siehe Römische Streitkräfte in Dacia) aufgeführt, die in der Provinz stationiert waren. Weitere Diplome, die auf 129/130 bis 146 datiert sind, belegen die Einheit in derselben Provinz.
Der letzte Nachweis der Ala beruht auf der Inschrift (CIL 8, 8828), die auf 233/235 datiert ist.

## Standorte
Standorte der Ala in Dacia waren möglicherweise:
- Boroșneu Mare: Ziegel mit dem Stempel ALA GAL wurden hier gefunden (AE 1967, 419).[4]

## Angehörige der Ala
Folgende Angehörige der Ala sind bekannt:

### Kommandeure
| - C(aius) Herennius Capito, ein Präfekt (AE 1941, 105) - Gaius Paconius Felix: er wird auf dem Diplom von 122 als Kommandeur genannt. | - P(ublius) Cutius Aburianus, ein Präfekt (CIL 6, 3517) |

### Sonstige
| - Aurel(ius) Antonius (CIL 6, 3191) - Bollico, ein Soldat: das Diplom von 122 wurde für ihn ausgestellt. - Helvius Crescens, ein Decurio (CIL 8, 8828) - Iulius Saturio, ein Missicius (AE 1912, 187) | - L(ucius) Cas(sius) Caen(o), ein Decurio (AE 1976, 296) - M(arcus) Aurel(ius) M[] (CIL 6, 03239a) - Primus [] (AE 1967, 425) |

## Ala I Gigurrorum
In der Inschrift (AE 1976, 296) wurde ein Teil früher als AL I GIG gelesen und als al(ae) I Gig(urrorum) interpretiert. Die Gigurrer waren ein Volksstamm der Asturer und diese Ala wäre daher ursprünglich aus Angehörigen dieses Volksstamms aufgestellt worden. Eine neuere Lesung kam aber zu dem Ergebnis, dass al(ae) I Cl(audiae) G(allorum) an dieser Stelle zu bevorzugen ist, so dass die Existenz einer Ala I Gigurrorum zweifelhaft ist.